# R21 (Russland)
Die R21 Kola (russisch Кола) ist eine Fernstraße föderaler Bedeutung in  Russland. Sie führt von Sankt Petersburg in nördlicher Richtung durch die Republik Karelien und Murmansk an der Barentssee nach Petschenga und zur norwegischen Grenze. Sie ist Teil der Europastraße 105.
Die Straße erhielt die Nummer R21 im Jahr 2010. Zuvor trug sie zwischen Sankt Petersburg und Murmansk die Nummer M18 (weiter nach Seweromorsk, heute Regionalstraße) und von Kola bis zur norwegischen Grenze die Nummer A138.

## Verlauf
000 km – Sankt Petersburg
Oblast Leningrad
020 km – Wsewoloschsk, Abzweigung der A129
000Querung der Newa
039 km – Schlüsselburg
073 km – Nasija
121 km – Nowaja Ladoga, Abzweigung der A114 und A115
000Querung des Wolchow
000Querung des Sjas
138 km – Sjasstroi
177 km – Pascha
229 km – Lodeinoje Pole
000Querung des Swir
Republik Karelien
276 km – Olonez, Abzweigung der A130
374 km – Prjascha
426 km – Petrosawodsk, Abzweigung der A133
449 km – Schuja
491 km – Spasskaja Guba
527 km – Girwas
564 km – Justosero, Abzweigung der A132
633 km – Medweschjegorsk
658 km – Masselgskaja
703 km – Urossosero
730 km – Segescha
763 km – Kotschkoma, Abzweigung der A134
808 km – Puschnoi (bei Belomorsk)
865 km – Kem, Querung der A135
1019 km – Louchi, Abzweigung der A136
Oblast Murmansk
1169 km – Kandalakscha
1216 km – Abzweigung nach Kowdor
1246 km – Abzweigung nach Apatity
1280 km – Montschegorsk
1310 km – Olenegorsk
1335 km – Pulosero
1415 km – Abzweigung nach Murmansk-Zentrum
1417 km – Kola
1463 km – Abzweigung nach Uraguba an der Barentssee
1553 km – Einmündung auf die Straße von Janiskoski über Sapoljarny nach Liinachamari bei Petschenga